# João Inácio da Cunha
João Inácio da Cunha, primeiro barão e depois primeiro e único Visconde de Alcântara, (São Luís, 23 de junho de 1781 — Rio de Janeiro, 14 de fevereiro de 1834) foi um magistrado e político brasileiro.

## Origens e formação
João Inácio da Cunha era filho do Dr. Bento da Cunha, natural de Lisboa, e de Mariana Mendes da Cunha, maranhense. Nasceu em São Luís, capital do então Estado do Maranhão, em 23 de junho de 1781. Sua família, de origem luso-brasileira, gozava de bom conceito na província – o pai era um renomado jurista local. Desde a infância, João Inácio recebeu educação esmerada. Seus pais incentivaram a aplicação nos estudos e, já nas primeiras letras, ele revelava inteligência promissora, alimentando-se a expectativa de que viesse a honrar o nome da família.
Na ausência de instituições de ensino superior no Brasil colonial, seguiu para Portugal em 1801 para cursar Direito na Universidade de Coimbra. Matriculou-se na tradicional Universidade de Coimbra, que à época era praticamente um dos únicos centros de formação jurídica frequentado pelos filhos das elites brasileiras. João Inácio destacou-se como aluno e concluiu o curso jurídico em 1806, graduando-se bacharel em Direito. Ainda em Coimbra, granjeou reputação de estudante dedicado e de saber jurídico, o que lhe abriria portas na carreira pública.

## Carreira na magistratura colonial
Formado em leis, o jovem bacharel iniciou sua carreira de magistrado em Portugal. Em reconhecimento ao bom desempenho acadêmico, foi nomeado Juiz de Órfãos em Lisboa logo após concluir o curso em Coimbra. Pouco depois, ingressou na magistratura de maior graduação: tornou-se desembargador (juiz) da Relação da Bahia, tribunal de segunda instância da colônia. Em fins de 1807, com a iminente invasão de Portugal pelas tropas napoleônicas, João Inácio fazia parte do corpo judicial transferido para o Brasil junto à corte portuguesa. Em novembro de 1807, integrou o numeroso séquito que acompanhou a família real na fuga para o Rio de Janeiro.
Estabelecido no Rio de Janeiro a partir de 1808, João Inácio consolidou sua trajetória jurídica no novo centro do Império. Em dezembro de 1814, foi confirmado no cargo de desembargador da Casa da Suplicação do Brasil (tribunal superior criado no Rio), tomando posse em janeiro de 1815. Nesse tribunal – a mais alta corte de justiça do período joanino – atuou com distinção. Paralelamente, D. João VI confiou-lhe missões de grande responsabilidade: por exemplo, serviu como juiz privativo das causas dos dízimos (encarregado de julgar questões relativas à arrecadação do imposto do dízimo). No exercício dessas funções fiscais e judiciais, João Inácio demonstrou retidão e zelo, recebendo em 1820 a insígnia de Cavaleiro da Ordem da Torre e Espada, alta condecoração lusitana, como reconhecimento régio por seus relevantes serviços.
Em 1821, com a partida de D. João VI de volta a Lisboa e a nomeação do príncipe D. Pedro como regente no Brasil, João Inácio optou por permanecer no Rio de Janeiro – evidenciando seu enraizamento na terra americana e sua confiança no futuro político local. Nessa conjuntura de transição, acumulou cargos de grande importância: em 11 de maio de 1821 foi nomeado desembargador de agravos (juiz de apelação) da Casa da Suplicação e, a partir de 6 de abril de 1822, passou a exercer interinamente o posto de Intendente Geral de Polícia da Corte (chefe de polícia do Rio de Janeiro), sendo efetivado nesse cargo em 20 de maio de 1822. Pouco depois, em 10 de junho de 1822, foi nomeado Desembargador do Paço (magistrado integrante do Conselho de Estado no âmbito de justiça), tomando posse em 17 de julho daquele ano.
Ainda durante o período colonial final, João Inácio recebeu novas honrarias e atribuições que demonstram a confiança nele depositada pelo governo. Com a independência do Brasil já próxima, D. Pedro (príncipe-regente) criou a Imperial Ordem do Cruzeiro em dezembro de 1822 e nomeou João Inácio da Cunha como Chanceler dessa ordem recém-criada. Tratava-se de um cargo honorífico de alto prestígio, responsável pela administração da ordem honorífica instituída para agraciar os defensores da independência. Nesse mesmo mês, em 28 de dezembro de 1822, ao formar o primeiro ministério do Brasil independente, D. Pedro I convidou João Inácio para assumir a pasta de Ministro da Fazenda – convite que ele declinou modestamente. Em lugar disso, foi-lhe designado um assento na Mesa do Desembargo do Paço (órgão que assessorava o Imperador em matérias judiciais e administrativas), acumulando essa função com a Intendência Geral de Polícia que já exercia.

## Atuação política no Primeiro Reinado
Com a proclamação da independência em 7 de setembro de 1822, João Inácio aderiu entusiasticamente ao novo Império do Brasil. Colaborou com suas luzes e experiência para consolidar a emancipação, integrando-se ao grupo de notáveis que assessoravam D. Pedro I. Sem abandonar suas funções judicantes – que continuou a desempenhar com reconhecida probidade – ele assumiu também um papel político crescente. D. Pedro I, apreciando seus méritos, conferiu-lhe em 1º de fevereiro de 1823 o título honorífico de Conselheiro de Estado (por carta imperial) e a comenda de Cavaleiro da Ordem de Cristo, distinções destinadas a membros do círculo próximo do Imperador. Em 8 de abril de 1824, João Inácio foi nomeado Chanceler da Casa da Suplicação do Brasil, tornando-se o último ocupante desse cargo, pois a Casa da Suplicação (instituição herdada do regime português) foi extinta poucos meses depois com a promulgação da Constituição imperial de 1824.
Também em 1824, João Inácio atingiu o auge da carreira judicial: com o término do mandato do Marquês de São João da Palma como Regedor de Justiça (chefe do sistema judicial imperial), abriu-se vaga para esse posto – então o mais elevado da magistratura. Consultado pelo Imperador sobre quem deveria ocupá-lo, João Inácio indicou o nome do Marquês de Santo Amaro. O Imperador aprovou a sugestão, porém o Marquês de Santo Amaro recusou a nomeação e insistiu que João Inácio da Cunha era quem possuía os maiores títulos e merecimentos para exercer a regedoria. Após essa delicada disputa de cortesia e abnegação entre os dois homens públicos, D. Pedro I decidiu a questão nomeando João Inácio como Regedor da Justiça do Império (15 de outubro de 1824). Ele tomou posse em 22 de outubro de 1824, permanecendo no cargo até sua extinção pela Constituição, que reorganizou o Judiciário com a criação do Supremo Tribunal de Justiça em 1828.
Paralelamente à carreira na magistratura, João Inácio envolveu-se diretamente na política representativa. Em 1823, foi eleito deputado à Assembleia Geral Constituinte pelo Maranhão. Entretanto, devido às circunstâncias conturbadas – a província do Maranhão tardou em aderir à independência – suas credenciais de deputado só chegaram ao Rio de Janeiro após a dissolução da Constituinte em novembro de 1823, o que o impediu de tomar assento naquela assembleia Com a outorga da Constituição de 1824 e a instalação do Parlamento, sua carreira parlamentar efetiva se deu no Senado: em 1826, ao instituir-se o Senado Vitalício, João Inácio da Cunha foi eleito pela província do Maranhão para a lista tríplice e escolhido senador por carta imperial de 19 de março de 1826. Iniciou assim sua atuação legislativa na Câmara Alta, onde permaneceria até a morte em 1834.
No Senado do Império, o visconde de Alcântara (título nobiliárquico que receberia posteriormente) teve participação destacada. João Inácio empenhou-se em diversas iniciativas legislativas importantes. Defendeu medidas modernizadoras: por exemplo, propôs a abolição dos morgados (instituição de vinculação hereditária de bens, remanescente feudal) – projeto que apresentou no Senado visando extinguir os morgadios no Brasil. Também contribuiu ativamente para a elaboração da Lei Eleitoral de 1828, participou dos debates do Código do Processo Criminal de 1832 e apresentou emendas relevantes em projetos sobre amortização da dívida pública e instrução pública, entre outros. Essas atuações indicam seu alinhamento com o fortalecimento institucional e reformas administrativas no início do Império. 
Em reconhecimento à sua influência e serviços, João Inácio da Cunha foi agraciado por D. Pedro I com dois títulos nobiliárquicos. Em 20 de outubro de 1825, recebeu o título de Barão de Alcântara, em referência à cidade de Alcântara no Maranhão. Menos de um ano depois, foi promovido a Visconde de Alcântara, com honras de grandeza, por decreto imperial de 12 de outubro de 1826. Tais honrarias faziam parte da política do Imperador de cooptar a aristocracia brasileira nascente, e no caso de João Inácio reconheceram sua posição de destaque na magistratura e no Senado. Em 10 de junho de 1830, foi nomeado membro efetivo do Conselho de Estado do Império (órgão consultivo supremo do monarca), coroando sua trajetória de estadista.

Além da atividade parlamentar, João Inácio também serviu em altos cargos ministeriais durante o conturbado final do reinado de Pedro I. Em 12 de agosto de 1830, foi nomeado Ministro dos Negócios do Império (ministro do Interior) e simultaneamente designado Administrador (governador) da Corte do Rio de Janeiro, funções que exerceu até 4 de outubro de 1830. Pouco depois, em 4 de dezembro de 1830, assumiu interinamente a pasta de Ministro da Justiça, acumulando-a com o Ministério do Império. Permaneceu como ministro da Justiça durante a grave crise política que atingiu o gabinete de Pedro I, pedindo exoneração em 19 de março de 1831. João Inácio foi, então, um dos conselheiros de confiança do Imperador na véspera da abdicação. Nos últimos esforços de D. Pedro I para conservar o poder em face da crescente oposição liberal, o visconde de Alcântara chegou a integrar o efêmero ministério formado em 5 de abril de 1831 – conhecido como “Ministério dos Marqueses” por ser composto majoritariamente de nobres conservadores. Esse gabinete, do qual João Inácio reassumiu o Ministério da Justiça, foi extremamente impopular.
 "Todos notáveis pela sua impopularidade". - Werneck Sodré
Sua nomeação provocou protestos de rua e motins militares, acelerando a crise que levou D. Pedro I a abdicar do trono em 7 de abril de 1831. Com a abdicação, João Inácio da Cunha afastou-se do governo central, passando a atuar apenas como senador durante o início do período regencial.

## Últimos anos e falecimento
Durante a Regência Trina Inicial (1831–1834), João Inácio manteve-se no exercício de seu mandato vitalício no Senado, alinhado à facção política moderada conhecida como Partido Conservador nascente (também chamados “restauradores” nos primeiros anos pós-abdicação, por sua simpatia ao retorno de D. Pedro I). No Senado, participou de votações importantes, como a que decidiu pela vitaliciedade dos senadores (manteve-se defensor do mandato vitalício previsto na Constituição) e a que destituiu o tutor imperial José Bonifácio de Andrada e Silva em 1833 – posição em que votou favoravelmente à destituição, acompanhando a maioria conservadora da Câmara Alta..
Paralelamente, já com a saúde frágil, João Inácio dedicou-se cada vez menos às lides forenses. Em 18 de agosto de 1828 ele havia se aposentado da magistratura, deixando o cargo de ministro do Supremo Tribunal de Justiça que ocupara desde a criação dessa Corte. Assim, nos anos 1831–1834, pôde concentrar-se nas atividades legislativas e em sua vida privada. Sua longa experiência e reputação ilibada faziam dele uma voz respeitada no Senado, embora progressivamente mais discreta devido a problemas de saúde. No início de 1834, já debilitado, ausentou-se das sessões parlamentares.
João Inácio da Cunha faleceu em 14 de fevereiro de 1834, na cidade do Rio de Janeiro, aos 52 anos de idade. Recebeu sepultura na Igreja da Ordem Terceira de São Francisco de Paula, no centro do Rio. Seu falecimento foi sentido como uma grande perda. Vale notar que, apesar dos muitos cargos elevados que ocupou, João Inácio morreu em situação financeira modesta, sem haver acumulado fortuna – fato enaltecido pelos contemporâneos como prova de sua retidão.

## Vida pessoal
João Inácio casou-se no Rio de Janeiro, pouco após a chegada da corte portuguesa. Em finais de 1808 (ou início de 1809), realizou seu consórcio com D. Violante Luísa de Vasconcellos, uma dama nascida em Lisboa em 1780, que viera ao Brasil com a família real. Violante era filha do capitão Felipe Néri de Vasconcellos e de Antônia da Cunha Vasconcellos. O casamento integrou João Inácio à comunidade luso-brasileira da corte joanina. O casal teve diversos filhos, dentre os quais: Tomás da Cunha, Violante da Cunha, Mariana Luísa da Cunha, Bento da Cunha, Jacinta da Cunha, Pedro da Cunha e João Inácio da Cunha Filho. Uma de suas filhas, Mariana Luísa da Cunha, casou-se posteriormente com Ernesto Viana, filho do político mineiro Candido José de Araújo Viana (futuro Marquês de Sapucaí), unindo assim a família de João Inácio a outra proeminente linhagem do Império.

Residindo em um palacete no centro do Rio de Janeiro, o visconde de Alcântara mantinha um estilo de vida condizente com a alta magistratura imperial, porém sem ostentações excessivas. Era conhecido por sua erudição e por cultivar amizades influentes – notadamente, como José Bonifácio de Andrada e Silva, iniciada nos tempos de Coimbra. João Inácio admirava profundamente Bonifácio (considerado o “Patriarca da Independência”), tendo-o como mestre e referência intelectual; essa amizade, “cultivada com igual reciprocidade”, nunca se desfez em nenhuma conjuntura da vida. Relatos anedóticos indicam também sua atenção às conveniências sociais da época: por exemplo, certa vez D. Pedro I indagou-lhe se um maranhense recém-chegado à corte (Odorico Mendes) seria mulato, ao que João Inácio – possivelmente para proteger a imagem do conterrâneo e agradar ao preconceito do monarca – respondeu diplomaticamente que não, explicando que o indivíduo era de ascendência espanhola pelo lado paterno e de família ilustre materna.
"Peço  vénia  a  meu  illustre  amigo  para  accrescentar  a este  perfil  tão  bem  acabado  que  Odorico  Mendes  era  bastante trigueiro,  tanto  assim  que  um  dia  perguntou  o  Imperador D.  Pedro  I  ao  visconde  d' Alcântara :  
— Este  seu comprovinciano  é  mulato? 
— Não,  senhor,  obtemperou  o visconde.  Pelo  lado  paterno  é  meu  sobrinho ;  portanto  de origem  hespanhola,  e  sua  mãe  descendia  íie  uma  das  mais illustres  familias  da  província"

— Dr Antônio Henrique Leal, em Pantheon Maranhense (1873)
Após sua morte em 1834, a viúva Violante Luísa de Vasconcellos recebeu o título de viscondessa-dona de Alcântara. Dona Violante sobreviveu ao marido por mais de duas décadas, falecendo no Rio de Janeiro em 8 de maio de 1855. A família do visconde deu continuidade ao seu legado: além das alianças matrimoniais com outras casas influentes, alguns de seus descendentes ocuparam posições de destaque. No entanto, diferentemente de muitos nobres, João Inácio não legou grandes propriedades ou fortuna – circunstância atribuída ao seu desinteresse por ganhos materiais em detrimento do erário, reforçando sua reputação de homem probo.

## Legado e memória
João Inácio da Cunha ficou na história como um dos maranhenses ilustres do século XIX que contribuíram para a formação do Estado brasileiro. Seu nome foi incluído no Panteão Maranhense, obra de 1873 que reuniu ensaios biográficos sobre grandes figuras nascidas no Maranhão.
No campo jurídico, é lembrado como o magistrado que atingiu os postos mais elevados da Justiça no início do Império, ajudando a estruturar as bases do Poder Judiciário nacional. Foi um dos primeiros ministros do Supremo Tribunal de Justiça (criado em 1828) e, antes disso, último chanceler da Casa da Suplicação, simbolizando a transição do sistema português para o brasileiro. Seus pareceres e sentenças eram tidos como modelos de equilíbrio e técnica jurídica pelos contemporâneos. Participou da comissão revisora que auxiliou na consolidação das leis após a independência e, no Senado, contribuiu para o aprimoramento da legislação brasileira nascente – incluindo a lei de extinção do tráfico internacional de escravos de 1831, na qual defendeu sem sucesso uma emenda que libertaria todos os africanos ilegalmente introduzidos desde 1830. Seu empenho abolicionista precoce, nesse episódio, antecipou debates que marcariam décadas posteriores.
Politicamente, João Inácio é visto como um representante da elite imperial moderada. Embora desfrutasse de títulos nobiliárquicos e privilégios, mostrou independência de pensamento em diversos momentos. A literatura histórica o caracteriza ora como um conservador ilustrado, que valorizava a ordem e as tradições mas também apoiava reformas pontuais (como a extinção dos morgados e a profissionalização do Estado), ora como um legalista pragmático, fiel ao Imperador mas disposto a apoiar a transição quando a continuidade monárquica esteve em jogo. Sua participação no desastroso “Gabinete dos Marqueses” de abril de 1831 manchou momentaneamente sua popularidade, associando-o à facção absolutista derrotada. Contudo, passados os ânimos, sua imagem pública foi redimida pela percepção de serviços prestados: durante a Regência, seu nome chegou a ser ventilado para compor conselhos governativos, dada sua experiência.
No Maranhão, João Inácio da Cunha é homenageado como o primeiro titular do Império oriundo do estado (barão/visconde de Alcântara). A cidade histórica de Alcântara preserva referências a seu título, e em São Luís há uma rua denominada Visconde de Alcântara, perpetuando sua memória localmente. Instituições culturais maranhenses do século XIX, como o Instituto Literário, citaram-no entre os patronos intelectuais da província. Por sua integridade, foi frequentemente comparado a outros juristas probos da época, servindo de exemplo a gerações posteriores de magistrados. Até hoje, historiadores regionais ressaltam seu papel de ponte entre Maranhão e a corte imperial. Em síntese, o visconde de Alcântara deixou como legado uma trajetória de homem público no Brasil Imperial nascente.

## Títulos nobiliárquicos e honrarias
Barão de Alcântara
Título conferido por decreto imperial em 12 de outubro de 1825. Faz referência à cidade maranhense de Alcântara.
Visconde de Alcântara com honra de Grandeza
Título conferido por decreto imperial em 12 de outubro de 1826.